# Proszówka

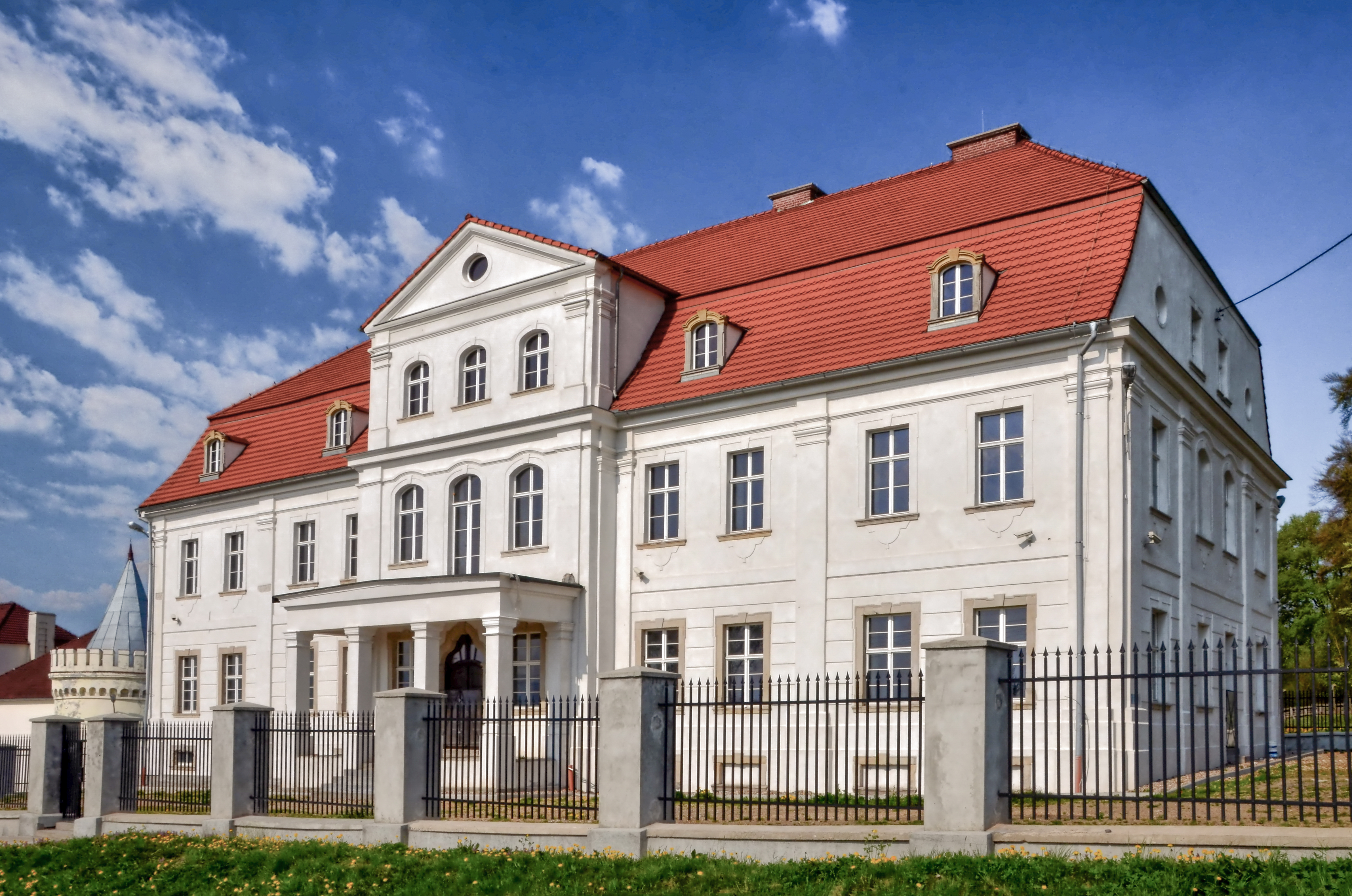
Gräfliches Schloss in Proszówka

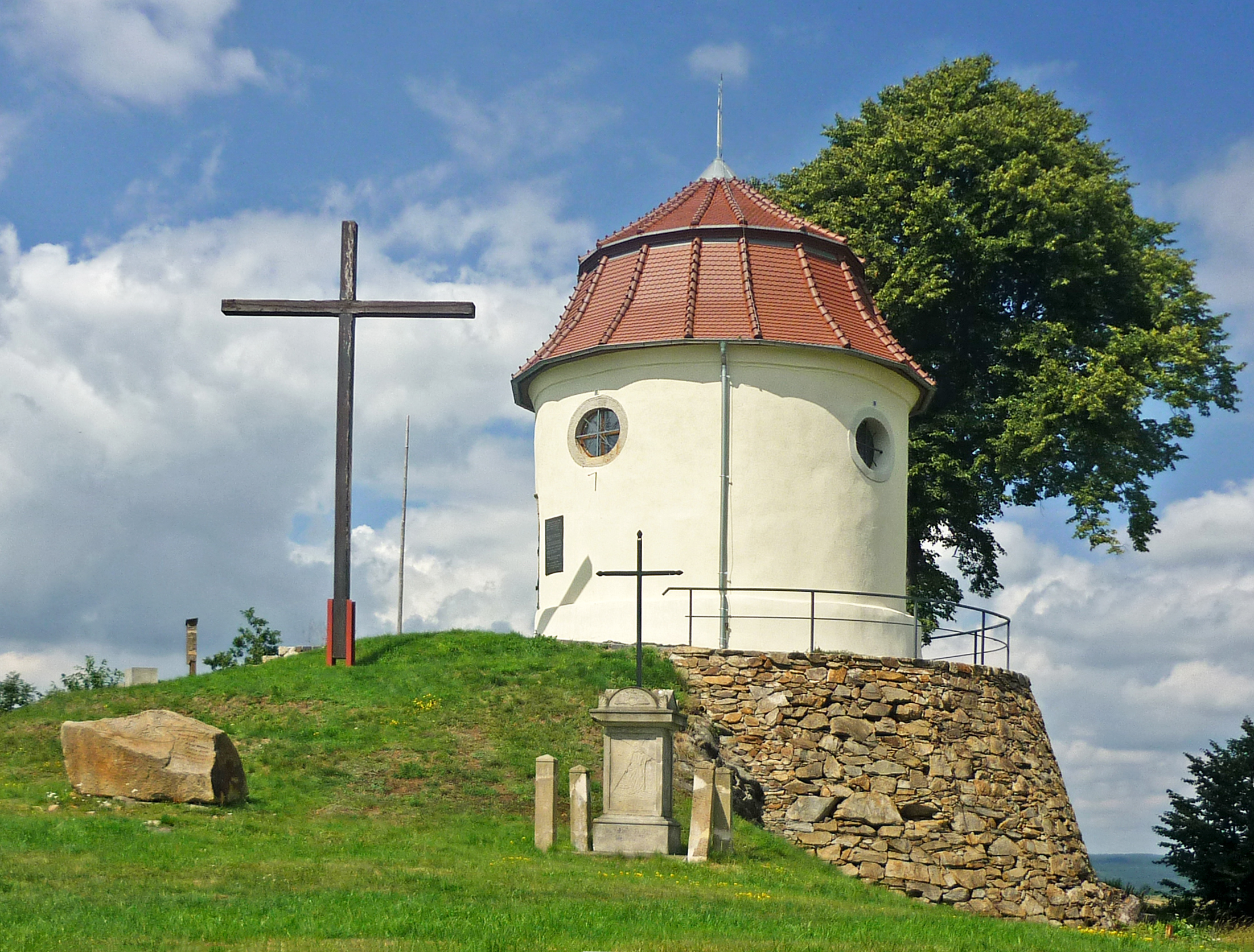
Kapelle St. Leonhard und St. Anna

Proszówka (deutsch Gräflich Neundorf) ist ein Ort in der Stadt- und Landgemeinde Gryfów Śląski (Greiffenberg) im Powiat Lwówecki der Woiwodschaft Niederschlesien in Polen. Der Ort liegt auf einer Höhe von 330 bis 400 m am rechten Ufer des Queis etwa sechs Kilometer südlich von Gryfów Śląski. In den Jahren 1975 bis 1998 gehörte Proszówka zur Woiwodschaft Jelenia Góra.

## Geschichte
Gräflich Neundorf gehörte zum Herzogtum Schweidnitz-Jauer und war zusammen mit dem Greiffenstein von 1418 bis 1945 im Besitz der Familie von Schaffgotsch. Im 19. Jahrhundert übernahm Ludwig Graf von Schaffgotsch (1842–1891) die Herrschaft. Sein ausführlicher Titel lautete: „Ludwig Gotthard Graf von Schaffgotsch, genannt Semperfrei von und zu Kynast und Greiffenstein, Freiherr zu Trachenberg, Freier Standesherr auf Kynast, Erbherr der Herrschaft Greiffenstein und der Rittergüter Giersdorf, Bober-Röhrsdorf, Neugräflich-Warmbrunn und Warmbrunn, sowie des Forstbezirks Seidorf, Erbhofrichter der Fürstenthümer Schweidnitz und Jauer, Erblandhofmeister im Herzogtum Schlesien, Ehrenritter des Malteser-Ordens und erbliches Mitglied des Herrenhauses.“

## Sehenswürdigkeiten
- Burgruine Greiffenstein (Zamek Gryf) aus dem 13. bis 14. Jahrhundert
- Schloss in Gräflich Neundorf, erbaut 1798 bis 1800 von Johann Nepomuk Graf von Schaffgotsch, war ehemals Verwaltungssitz und Sommerresidenz der gräflichen Herrschaft
- Gutshof und Brauerei mit Mauer und Türmen
- Kapelle der hll. Leopold und Anna (1657)

## Industrie
- Abi-Pol – Bearbeitung von Sandstein
- Blast Service – Metallumformung
- FF Polmex. Sp. z o.o. – Möbelherstellung
- Tytan – Metallbearbeitung
- Zakłady Mięsne Niebieszczańscy – Fleischverarbeitung